# 内田恵三
内田 恵三（うちだ けいぞう）は日本のボッチャ選手（BC2クラス）。長居ボッチャクラブ所属。神戸市長田区在住。日本ボッチャ協会のホームページでは内田 惠三とも表記されている。

## 経歴
ボッチャを始めたのは2002年。趣味で体が動かしたいと思い、神戸市の障害者スポーツ教室で色々なスポーツを試した結果、一番合ってると感じたのがボッチャであった。
2005年の第1回アジア・南太平洋ボッチャ選手権大会で個人戦・団体戦ともに準優勝。2007年の第9回日本ボッチャ選手権大会で3位に入り、北京パラリンピックの代表に選出。団体戦では廣瀬隆喜、海沼理佐、BC1の木谷隆行とのチームで試合に挑むが、2連敗で予選リーグ敗退。個人戦では他の日本人選手が予選敗退する中、2連勝でベスト8進出。準々決勝でスペインの選手に敗れた。
2015年2月の第16回日本ボッチャ選手権大会では決勝まで進み、廣瀬隆喜に敗れ準優勝。同年12月の第17回大会では第2シードとなるが、原田浩明、海沼理佐に敗れ、1勝2敗で予選リーグ敗退となった。

## 主な戦績
- 北京パラリンピック 個人ベスト8。
- 第1回アジア・南太平洋ボッチャ選手権大会 個人戦・団体戦準優勝。
- 日本ボッチャ選手権大会 準優勝（第8回、第11回、第13回、第16回）、3位（第9回、第14回）[4][10]。
- BOCCIA JAPAN CUP 準優勝（2008年、2009年、2010年、2011年）。
- 山口県障害者交流ボッチャ大会 優勝（2006年[11]、2007年[12]、2009年[13]）、準優勝（2008年[14]、2010年[15]）。

## 北京パラリンピック
北京パラリンピック前は大阪市や尼崎市に出向き、体育館で週5、6日練習に打ち込んだ。本番では、2006年に亡くなったボッチャ仲間の専用ボールで試合を戦った。その仲間は内田がボッチャを始めた頃に知り合った若者で、内田にとっては良きライバルであり、一緒に食事をしたり、観光に行ったりする友人でもあった。彼は2006年1月のBOCCIA JAPAN CUPで銅メダルを獲得し、11月のフェスピック・クアラルンプールの代表に選ばれていたが、9月に心臓発作で帰らぬ人となった。内田は彼の母親からボールを託され、代わりにフェスピックに出場（結果は決勝トーナメント1回戦敗退）。パラリンピックではボールの他、左腕に彼の名前の一部が刻まれたリストバンドを付けて戦いに挑み、前述の結果を残した。試合後、内田は「彼も一緒に戦ってくれた」と感謝の言葉を口にしている。